# Molch (Rohrleitung)

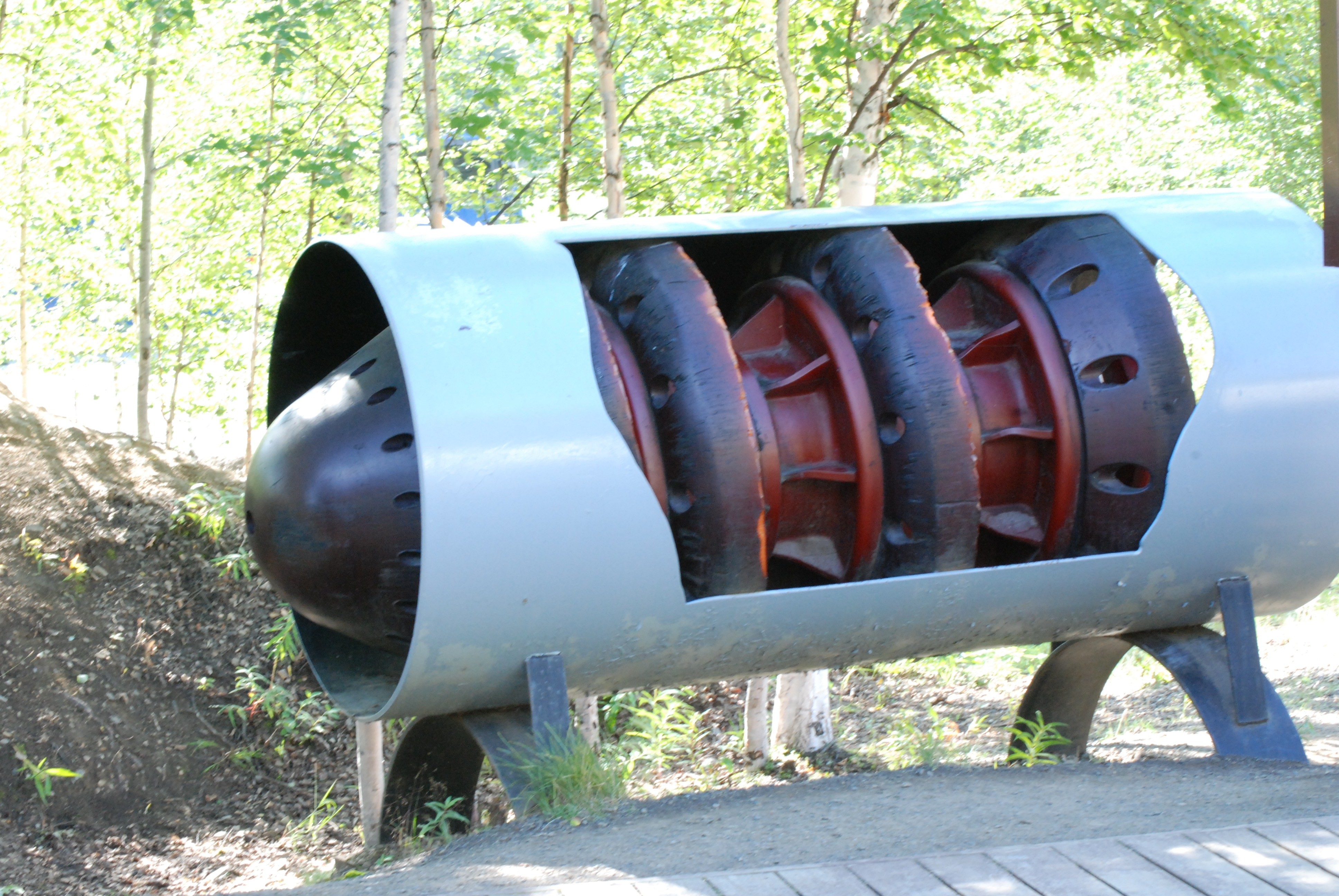
Molch in einer Pipeline (Schnittmodell)

Ein Molch ist ein Reinigungs- oder Inspektionsgerät zum Einsatz in Rohrleitungen. Weitere Aufgaben können die saubere Trennung zwischen aufeinanderfolgenden Produktchargen sein, oder, je nach Konsistenz des Produkts, eine Unterstützung des Transports des Produktes selbst. In der Regel wird der Betrieb dafür nicht unterbrochen. Diese Technik wird in der Gas-, Erdöl-, Chemie-, Lebensmittel- und Pharmaproduktion eingesetzt.

## Funktionsweise

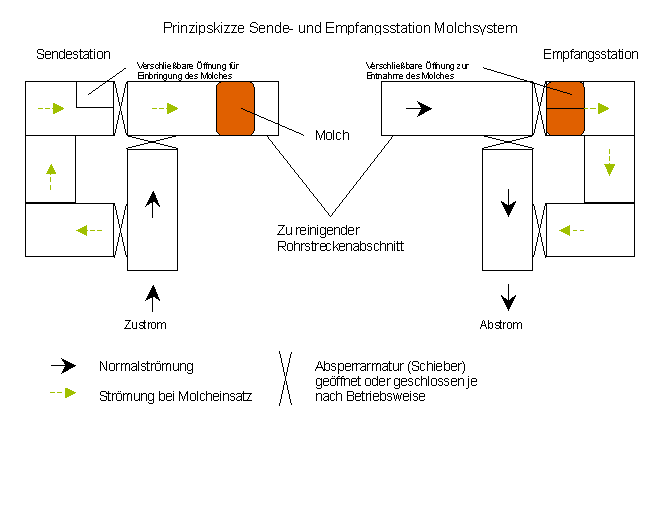
Funktionsprinzip der Molchtechnik

Der Molch füllt komplett den Leitungsquerschnitt aus und wandert entweder einfach mit dem Produktstrom durch die Leitung (meist bei Öl) oder muss durch extra aufgewendeten Druck (mit Wasser oder Druckluft/Stickstoff) durch die Leitung gepresst werden. Im Rahmen der Molchtechnik gibt es ins System eingebaute Schleusen (im Fachjargon „Molch-Falle“ genannt), aber die meisten Systeme arbeiten ohne Schleusen und sind komplett geschlossen, um ein hygienisches Arbeiten zu erlauben. Beim ersten System wird der Molch in die Leitungen eingesetzt und von hinten mit Druck belegt und nach Absolvieren des vorgesehenen Prüfabschnittes herausgenommen. Geschlossene und vollautomatische Systeme erlauben eine komplette CIP- („Cleaning in Place“) und SIP- („Sterilization in Place“) Reinigung inklusive des Molches. Es gibt dabei zwei grundverschiedene Anwendungsbereiche: Das grundsätzliche Ausstoßen des Produktes oder dann unter hygienischen, aseptischen Bedingungen eine Produkterückgewinnung mit dem Ziel der Nachhaltigkeit. Ein weiterer Aspekt der für Anwendung des Molches ist: Die Reduktion der notwendigen Reinigungszeiten der Rohre, weil nach dem Einsatz des Molches wenig oder fast kein Produkt mehr in der Leitung zurückbleibt.
Grundsätzlich besteht ein Molchsystem aus drei Teilen: Der Molch, die Sendestation und die Fangstation. Je nach Anwendung kann mit einem Molch gearbeitet werden (Einfach-Molchsystem) oder mit zwei Molchen (Doppel-Molchsystem). Das Doppel-Molchsystem erlaubt, dass der Molch als Ventil in der Rohrleitung eingesetzt wird und somit flexibel mehrere Ein-/Ausgänge angefahren werden können. Im Falle des Doppel-Molchsystems werden zwei Sendestationen und keine Fangstation eingesetzt.
Als Armaturen können in molchfähigen Rohrleitungen nur diejenigen verwendet werden, die den Leitungsquerschnitt vollständig öffnen können, wie Kugelhähne und Absperrschieber.

## Anwendungsbereiche

### Molchen
Molchtechnik ist ein Förderverfahren, mit dem (meist wertvolle) hochviskose Flüssigkeiten, pastöse Medien, in seltenen Fällen auch Pulver und Granulate annähernd restlos aus Leitungssystemen entfernt werden, indem ein annähernd kugelförmiger, in der Mitte taillierter Gegenstand, der Molch, mit Wasser oder Druckluft durch das Leitungssystem gepresst wird und das auszudrückende Medium vor sich her schiebt. Das Molchen findet vor allem eine Anwendung in der Chemie-, Lebensmittel- und Pharmaproduktion.

### Serviceaufgaben
Für Rohrleitungen größeren Durchmessers, insbesondere für Gas oder Erdöl, gibt es Molche für verschiedene Serviceaufgaben; sie bestehen aus je einer runden, den Leitungsquerschnitt grob (oder per Gummimanschetten komplett) dichtenden Platte an beiden Enden und einem dünneren Mittelteil. Der Molch ist dergestalt tailliert, damit er Kurven in der Leitung bis zu einem gewissen Radius durchfahren kann.

#### Chargentrennung
In seltenen Fällen werden mit einfachen Trennmolchen sehr unterschiedliche (Öl-)Chargen in Pipelines getrennt, die direkt hintereinander durch die Leitung geschickt werden und sich möglichst wenig vermischen sollen.

#### Messtechnik
Häufig sind Rohrmolche mit aufwändiger Messtechnik ausgestattet – sie können z. B. mittels Ultraschall oder Wirbelstromsonden (dann mit Förster-Sonden für eine Wirbelstromprüfung) die Wandstärke und damit den Korrosionszustand der betreffenden Leitung messen. Ebenfalls mittels Ultraschall oder Wirbelstrom lassen sich Spannungsrisse aufspüren; man spricht dann auch von Rissprüfmolchen. Inzwischen gibt es Ultraschallmolche, die Wanddicke und Risse gleichzeitig messen können. Da diese eine größere Menge an Messsonden und einiges an Elektronik und Stromversorgung mitführen müssen, sind sie sehr viel länger gebaut, manchmal auch in Art eines Zuges aus mehreren Einheiten zusammengekuppelt. Bei der Stromversorgung gibt es die zwei Alternativen: entweder große und schwere Batterien mitzuführen oder per Andruckrad und Dynamo die Energie aus der Bewegung zu ziehen. Letzteres ist jedoch gerade bei Rohöl wegen dessen Glitschigkeit und des Schlupfes des Dynamorads sehr unsicher. Damit man nach der Messung gefundene Anzeigen auch exakt Orten in der Leitung zuordnen kann, sind ggf. außen an der Leitung in gewissem Abstand Molchsender platziert, die vom Molch beim Passieren detektiert werden. Bei einem Überprüfungsdurchgang kann eine Datenmenge von mehreren hundert Gigabyte anfallen, die auf Flash-Speicher gesichert werden, um sie anschließend auszulesen.
Wenn zum kontrollierenden Molchen einer Gasleitung kein ausreichend großer Durchfluss zu Gasabnehmern herrscht, kann es vorkommen, dass Gas am Ziel der Molchreise abgelassen, also z. B. Erdgas abgefackelt werden muss.

#### Rohrreinigung
Mit angesetzten Bürstenkränzen werden Molche zur Rohrreinigung eingesetzt; als selbstgebaute Schaumstoff-Stöpsel werden sie im Wasserwerk im schweizerischen Kesswil am Bodensee zur Reinigung der Trinkwasser-Ansaugrohre von Quagga-Muschel-Befall genutzt: Mittels 400 m³ Wasser werden die Molche durch die hier 1,4 km lange Leitung mit 60 cm Durchmesser „geschossen“.

## Bilder

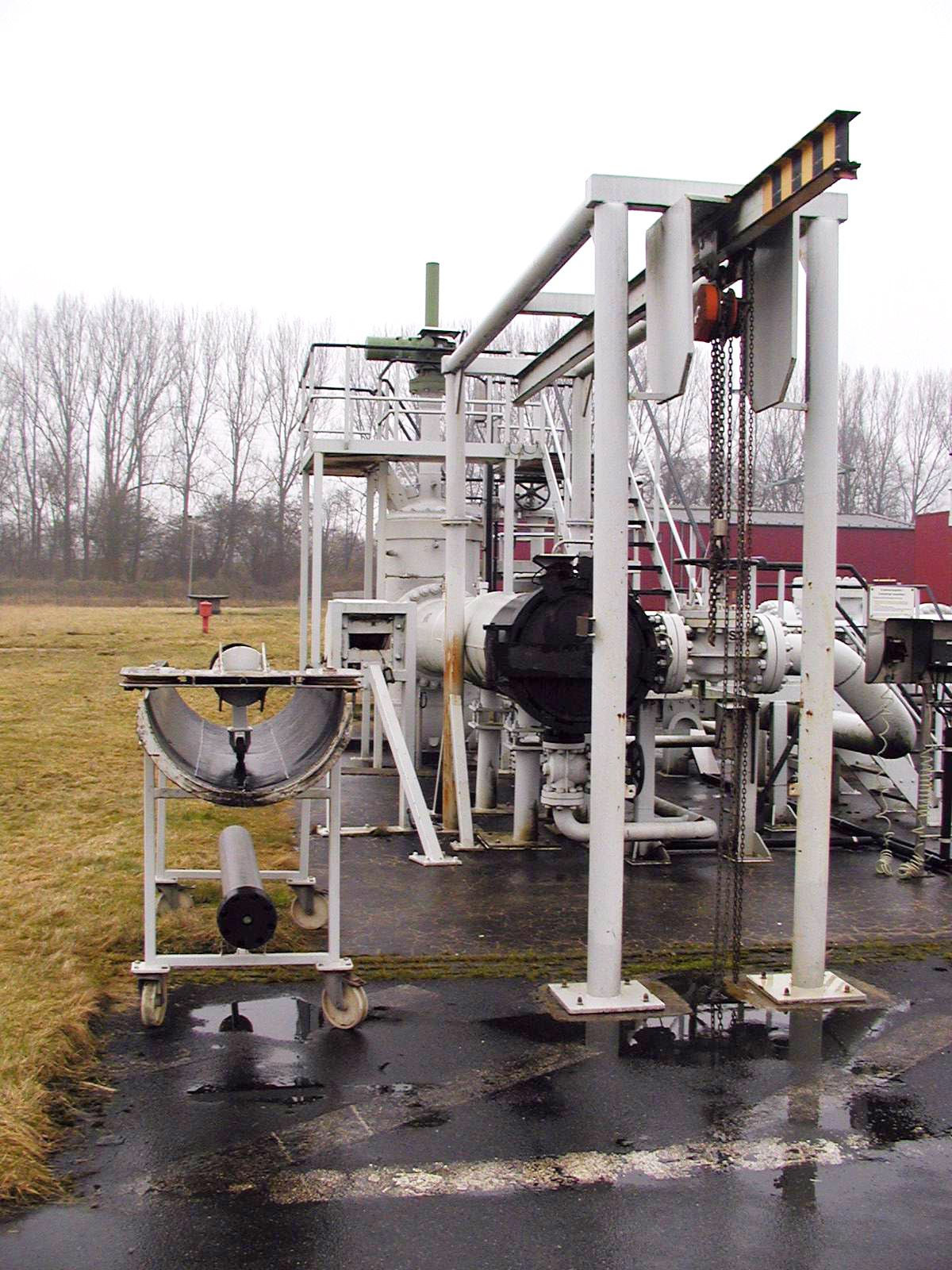
Molchschleuse (28-Zoll-Rohölpipeline) (71 cm Innendurchmesser)
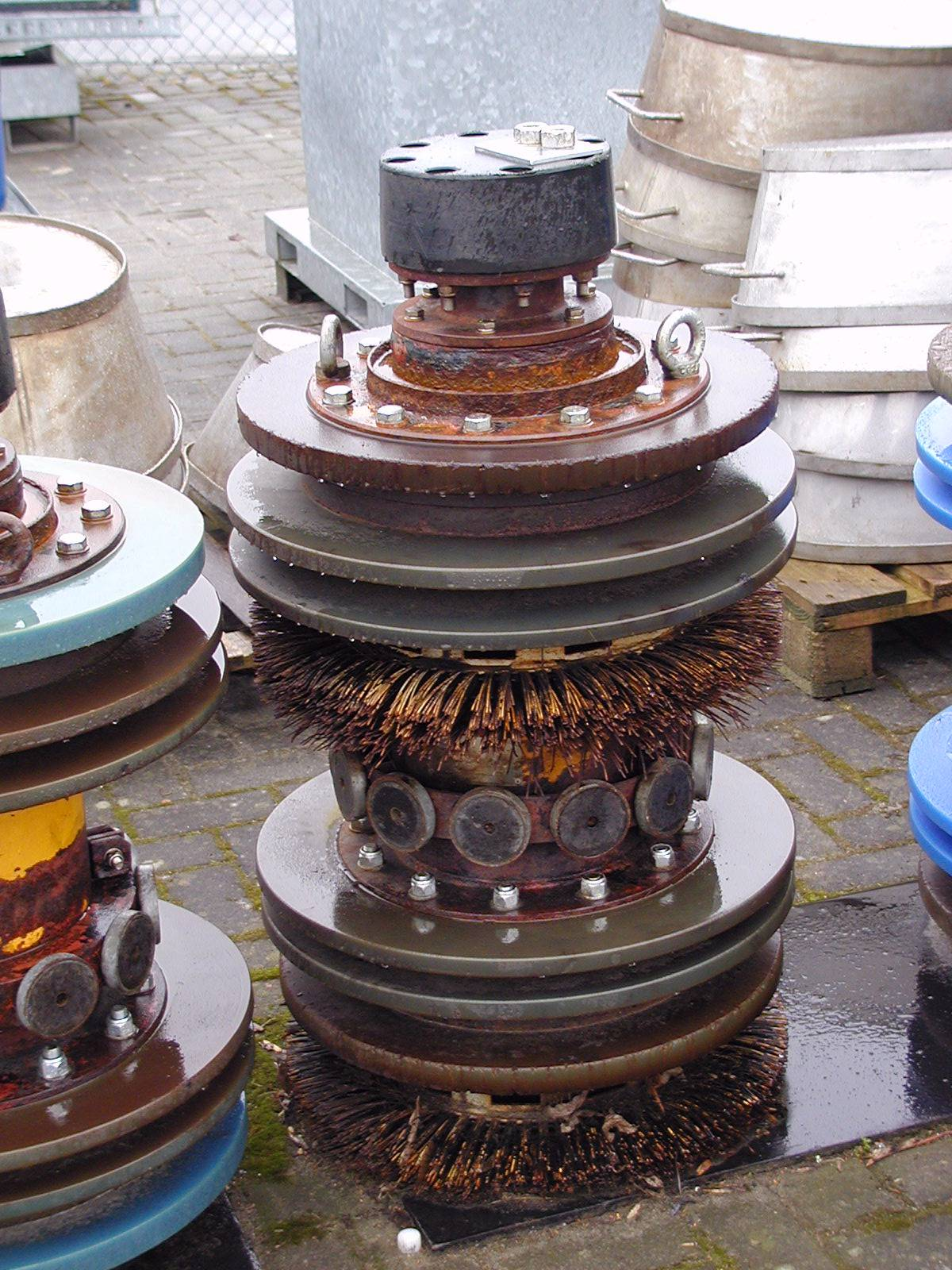
Reinigungsmolch mit Kunststoffmanschetten, Bürsten und Magneten (22-Zoll-Rohölpipeline) (Di = 56 cm)
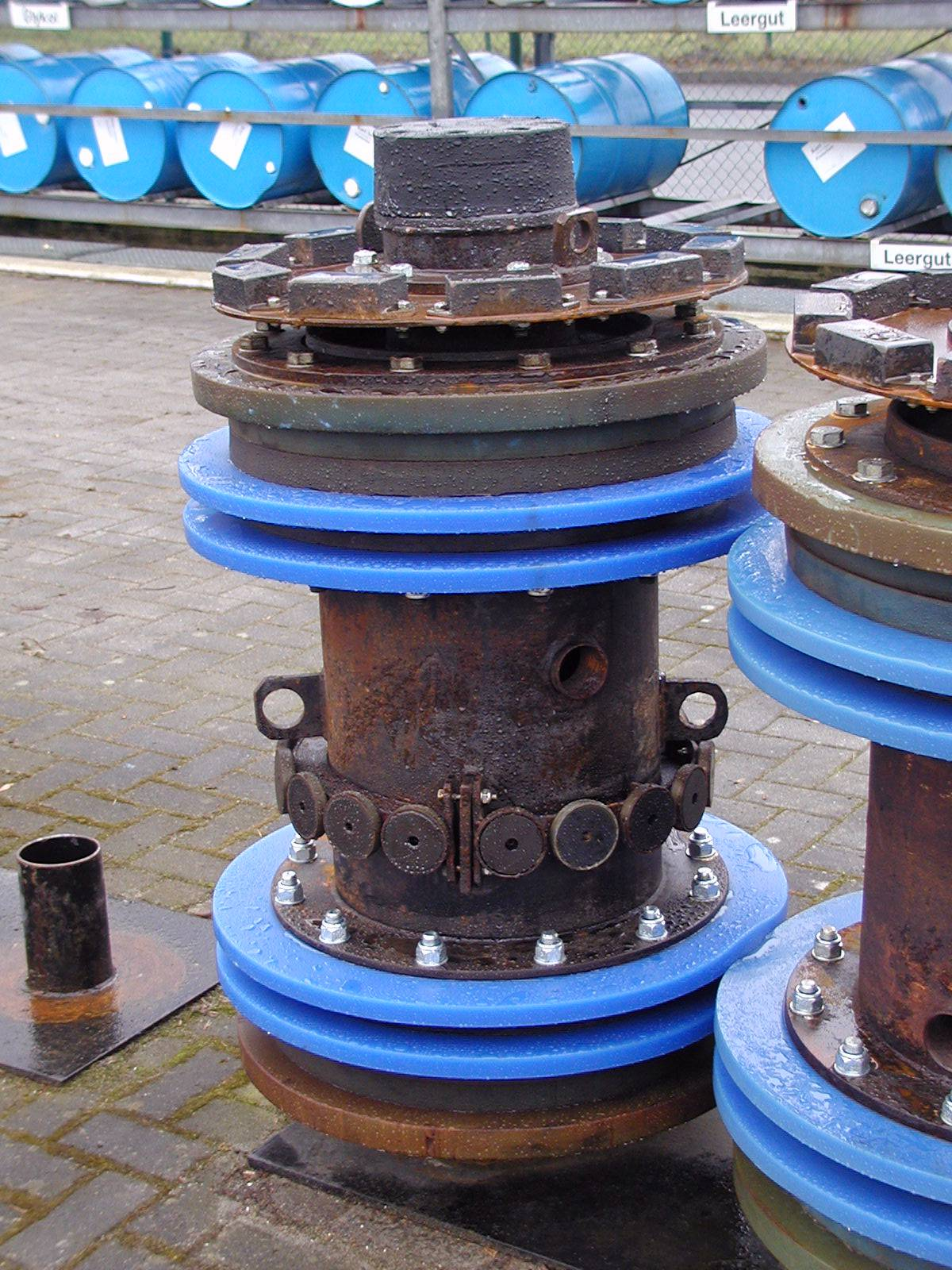
Reinigungsmolch mit Kunststoffmanschetten und Magneten (28-Zoll-Rohölpipeline)
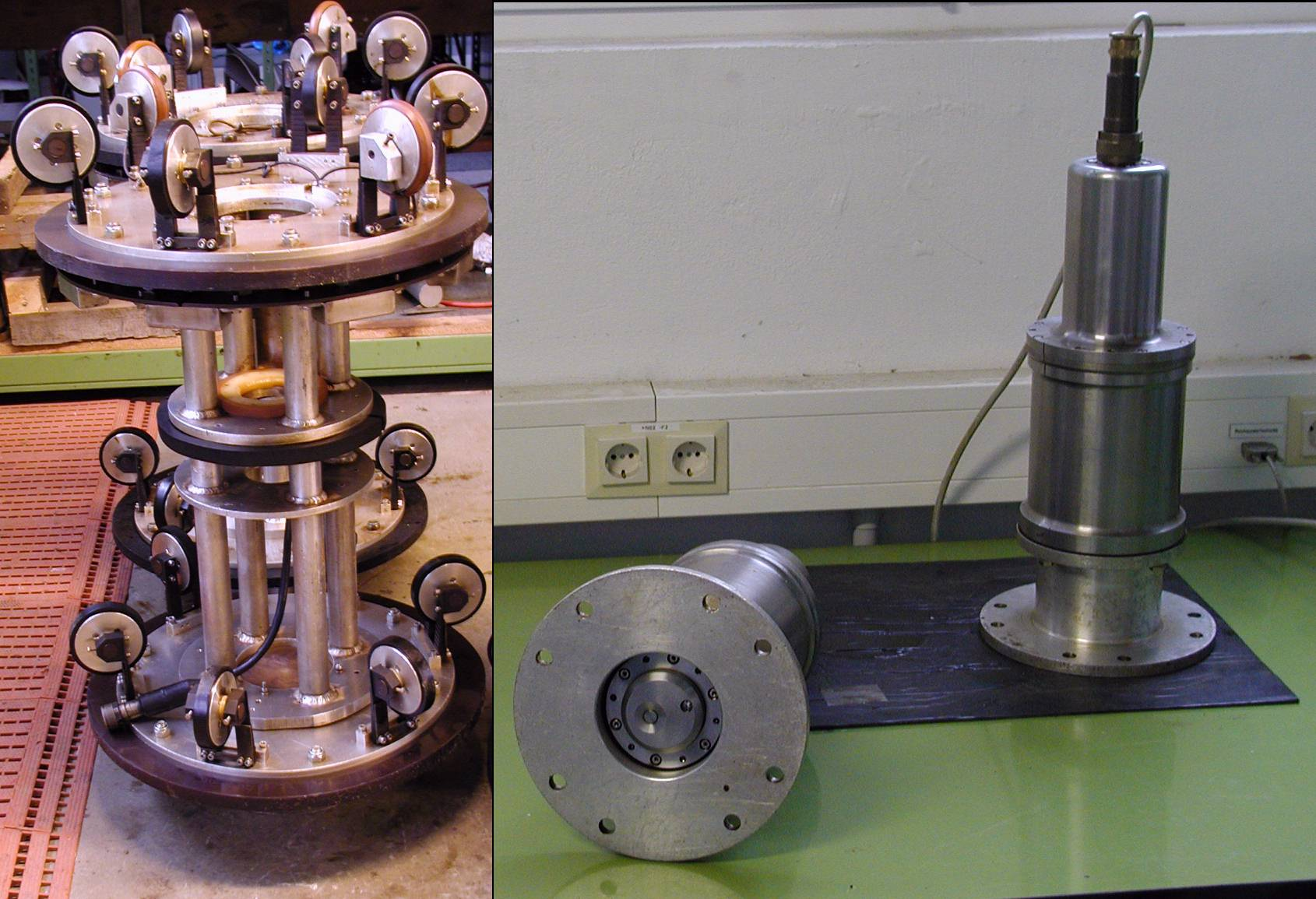
Lecksuchmolch mit Messmikrofon und Aufzeichnungselektronik
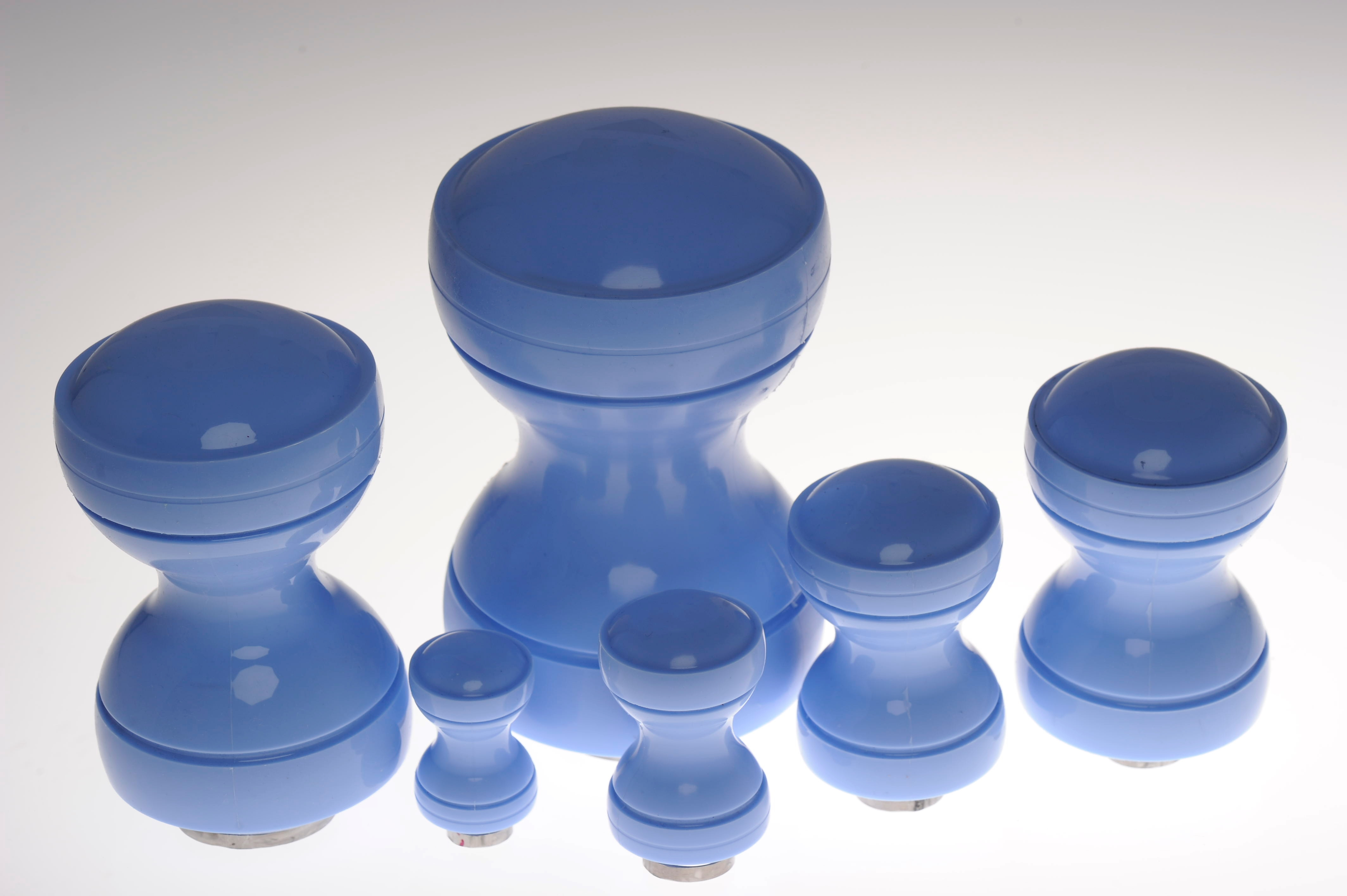
Silikon-Molche für die Pharma- und Lebensmittelindustrie